# Domnitor
Domnitor (rum. l.mn. Domnitori) – oficjalny tytuł władcy Zjednoczonych Księstw Mołdawii i Wołoszczyzny (następnie Rumunii) w latach 1859–1881. Na inne języki przetłumaczony jest zwykle jako książę.

## Etymologia
Nazwa tytułu pochodzi od rumuńskiego słowa domn (co znaczy pan lub władca), a to z kolei, od łacińskiego Dominus.

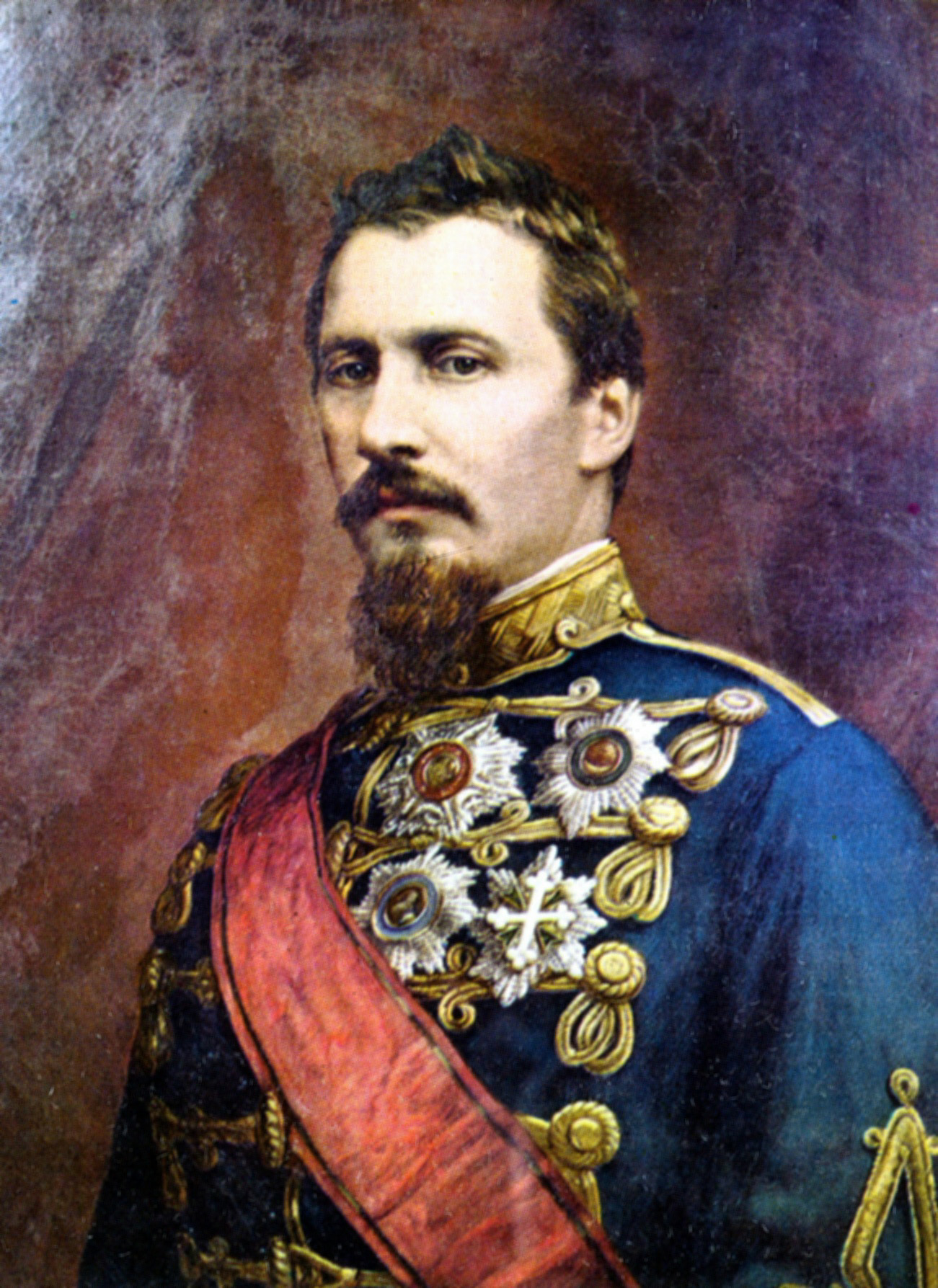
Aleksander Jan Cuza – pierwszy domnitor zjednoczonych państw rumuńskich.

## Użytkowanie
Władcy mołdawscy i wołoscy czasami używali tego terminu jako zamiennik tytułu wojewody (hospodara), zwłaszcza po oficjalnym uznaniu ich władzy przez sułtana osmańskiego (kraje były lennem osmańskim, aż do 1878 roku). Tytuł uzyskał oficjalnie znaczenie dopiero po zjednoczeniu Mołdawii i Wołoszczyzny pod berłem Aleksandra Jana Cuzy. Stał się wówczas jedynym oficjalnym tytułem monarszym. Tytuł nosił także jego następca – Karol I, aż do proklamowania Królestwa Rumunii w 1881 roku.